# Elke Kröning
Elke Kröning (* 20. März 1947 in Ruppichteroth) ist eine deutsche Politikerin (SPD, Arbeit für Bremen und Bremerhaven (AFB)) und war für die AFB Mitglied der Bremischen Bürgerschaft.

## Biografie

### Familie, Ausbildung, Beruf
Kröning wohnt seit 1958 in Bremen. Sie besuchte das Gymnasium am Leibnizplatz und studierte nach dem Abitur von 1973 bis 1977 Politikwissenschaften und Germanistik an der Universität Bremen. Nach dem Examen von 1978 für das Lehramt für die Sekundarstufe II und der Referendarzeit war sie bis 1995 als Lehrerin am Alten Gymnasium Bremen tätig. Nach der Abgeordnetenzeit von 1999 bis 2009 war sie Referentin bei der EU-Abteilung des Bevollmächtigten der Freien Hansestadt Bremen beim Bund.
Elke Kröning ist seit 1976 verheiratet mit dem ehemaligen Bremer Senator und Bundestagsabgeordneten Volker Kröning (SPD); beide haben drei Söhne.

### Politik

#### Partei
Kröning war von 1970 bis 1995 und ist seit 1999 Mitglied der SPD; sie trat 1995 in die neu gegründete Wählervereinigung AFB ein, eine konservative und unzufriedene Abspaltung der SPD, die erfolgreich (10,7 %, 12 Mandate) unter Führung von Friedrich Rebers und Werner Lenz für die Bürgerschaft kandidierte. Nach dem krankheitsbedingten Rücktritt von Rebers wurde sie im Januar 1998 Vorsitzende der AFB, stellv. Vorsitzender wurde Albert Marken. Im November 1998 trat sie wieder zurück auf Grund von Differenzen mit anderen führenden Parteimitgliedern; Hartmut Frensel folgte ihr im Amt. Andreas Lojewski wurde im Januar 1999 Spitzenkandidat der AFB für die erfolglose Wahl von 1999. Kröning verließ im Februar 1999 die AFB, trat wieder in die SPD ein und legte ihr Bürgerschaftsmandat sofort nieder. Die AFB löste sich 2002 wieder auf. Kröning war nach 1999 im SPD-Ortsverein Osterholz aktiv.

#### Bürgerschaft
Von 1995 bis 1999 war sie für die AFB Mitglied der 14. Bremischen Bürgerschaft und Mitglied verschiedener Deputationen, u. a. für das Bildungswesen und Jugend und für Sport sowie im Krankenhausausschuss. Sie war bildungs- und innenpolitische Sprecherin und Fraktionssprecherin der AFB zusammen mit Rebers und Lojewski. In der Bürgerschaft setzte sie sich u. a. ein für einen Integrationsunterricht mit Behinderten, für eine Verringerung der Anzahl der Bürgerschaftsabgeordneten, für ein geändertes Personalvertretungsrecht, für eine Verstärkung der Privatisierung öffentlicher Aufgaben und für die Einstellung von 300 Polizisten.

## Werke
- Materialien zum Rechtsextremismus. Hrsg.: Freie Hansestadt Bremen, Broschüre von 1989.
- mit Gerhard Heidt und Gerd Walther Krüger: Die deutsche Frage in Europa, eine Materialsammlung für die Verwendung im Unterricht; Zeitraum 1989 – 1990. Hrsg.: Freie Hansestadt Bremen, 1990.
- mit Gerhard Heidt und Gerd Walther Krüger: Materialien zum Irakkrieg (Zweiter Golfkrieg), 1993.